# Ян Герль
Ян Герль (нім. Jan Hörl) — австрійський стрибун з трампліна, призер чемпіонату світу. 
Срібну медаль чемпіонату світу Герль виборов на світовій першості 2021 року, що проходила в німецькому Оберстдорфі, в командних змаганнях на великому трампліні. 

## Олімпійські ігри
| Рік  | Місто        | НТ | ВТ | КВТ | ЗК |
| ---- | ------------ | -- | -- | --- | -- |
| 2022 | Пекін, Китай | 19 | 9  | 1   | —  |